# خراف آلية

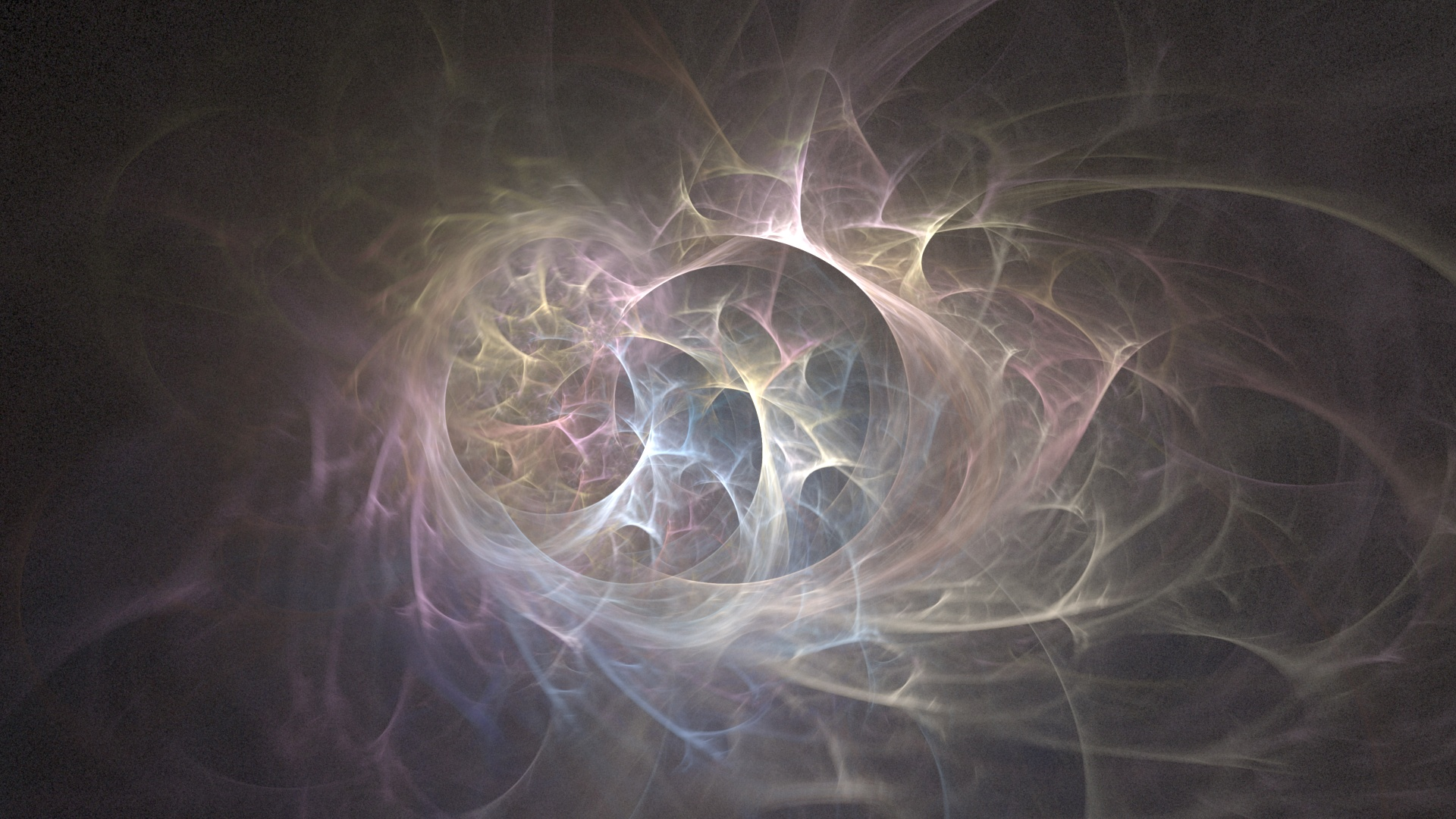
عينة أخرى من الأغنام.

الخراف الآلية، هو مشروع حاسوبي موزع لتحريك وتطور اللهب الكسري، والذي يتم توزيعه بدوره على أجهزة الكمبيوتر الشبكية، التي تعرض على شكل شاشة.

## العملية
العملية واضحة بالنسبة للمستخدم العادي، إذ يمكنه ببساطة تثبيت البرنامج وتعيينه كشاشة توقف. بدلًا من ذلك، يمكن للمستخدم أيضًا الانخراط بشكل أكبر ضمن المشروع، من خلال إنشاء ملف لهب كسوري يدويًا وتحميله على الخادم، إذ يتحول إلى ملف فيديو بشكل لهب كسورية متحركة. نظرًا لكون الشاشة مسلية للمستخدم، تُستخدم حواسيبهم أيضًا لتقديم المشاريع التجارية والمبيعات التي تحافظ على تشغيل الخوادم والمطورين، يوجد ما يقارب 500,000 مستخدم نشط (شهريًا).
وفقًا لما ذكره ميتشل وايتلو في كتابه ما بعد الإبداع: الفن والحياة الاصطناعية، «تظهر على الشاشة أشكال مضيئة وملتوية ومتشابكة ومرنة وحلقات من الخيوط المتوهجة.»
اقتُبس اسم «الخراف الألية» من عنوان رواية الكاتب فيليب ك. ديك هل تحلم الروبوتات بخراف الية؟، يعكس هذا العنوان طبيعة المشروع: بدأت الحواسيب (الروبوتات) المشغلة لشاشات التوقف بعرض (بحلم) الأفلام الكسورية (الخراف).
تطغى فكرة الخراف على جهات أخرى من المشروع: يُشار إلى 100 أو ما نحو ذلك من الخراف المخزنة باسم «القطيع»، ويُطلق على تشكيل كسر جديد عبر استكمال كود الخراف الكسري أو جمعه مع واحد آخر باسم التزاوج/ التكاثر. تُدعى التغييرات في الكود «طفرات» وما إلى ذلك.
يمكن إنشاء المعالم المولدة لهذه الأفلام (الخراف) عبر عدة طرق: يستطيع أعضاء اللائحة البريدية الخاصة بالأغنام الآلية إنشاءها وإرسالها، أو يستطيعون تحميل معالم الخراف الموجودة مسبقًا والتعديل عليها، أو يمكن تزويج الخراف معًا بشكل تلقائي عبر الخادم أو بشكل يدوي عبر مسؤولي الخادم (الملقبون بالرعاة).
يمكن للمستخدمين تقييم الخراف بالإعجاب أو عدم الإعجاب، إذ يدخل تقييمهم في الخوارزمية الجينية المولدة للخراف الجديدة. يمثل كل فلم اللهب الكسرية مع عدد من معالمه المتحركة. تُعرض الإطارات الفردية المؤلفة لهذه الأفلام باستخدام دورات معالجة «احتياطية» من الحواسيب المعطلة على الشبكة إلى مشغلي تطبيق شاشة التوقف وتوزع الخراف النهائية (بشكل ملفات avi) على الشبكة.
توزع الحواسيب معالم الخراف المولدة بموجب ترخيص المشاع الإبداعي (CC-BY-NC)؛ وتخضع معالم الخراف المولدة من قبل المستخدم لترخيص المشاع الإبداعي (CC-BY). يمكن تحميل كل منهما تلقائيًا بواسطة شاشة التوقف. تشمل قضايا حقوق المؤلفين الأساسية المثارة من قبل المشاريع الرقمية الفنية، قضايا قانونية جديدة لا يمكن لنظام حقوق المؤلفين الحالي فهمها أو معالجتها.
أنشأ سكوت درافيس شاشة التوقف وأصدرها كبرمجيات حرة في عام 1999، واستمر في تطويرها بمساعدة فريقه المؤلف من حوالي خمسة مهندسين.
تختلف سلسلة 2.7.× عن غيرها من الإصدارات القديمة. تحتوي على شعار جديد، وخراف ذات عالية الدقة والجودة وغيرها من الميزات الأخرى. تحولت إلى نموذج فريميوم، الذي لا يتوفر ضمنه برنامج الخادم وعدد كبير من البيانات الحاسوبية بموجب الترخيص المجاني، ما أدى إلى إزالتها من نظام تشغيل دبيان.

## روابط خارجية
- الموقع الرسمي
- Project wiki, downloads, and source code على غيت هاب
- محفوظات الأجيال السابقة من الأغنام
- توماس درير: تاريخ فن الكمبيوتر، الفصل. IV.3: الفن التطوري